# Sellbach (Odenbach)
Der Sellbach ist ein etwa ein Kilometer langer rechter Zufluss des Odenbaches im
rheinland-pfälzischen Landkreis Kaiserslautern auf dem Gebiet der zur Verbandsgemeinde Otterbach-Otterberg gehörenden Ortsgemeinde Schallodenbach.

## Verlauf
Der Sellbach entsteht  im Naturraum Lichtenberg-Höhenrücken des Nordpfälzer Berglandes aus zwei Quellästen am südlichen Fuße der Anhöhe Galgen  (444 m ü. NHN) gut 600 m nordnordöstlich von Schallodenbach.
Der rechte Quellast entspringt auf einer Höhe von 394 m in einer landwirtschaftlich genutzten Zone des Gewannes Kreuzhofer Straß. Er fließt zunächst etwa 200 m in südlicher Richtung und vereinigt sich im Gewanne Hinterer Buchgraben mit dem aus dem Gewanne Unterer Wickelwald kommenden linken Quellast.
Der Bach läuft dann begleitet von starkem Gehölz südwärts durch die Felder und Wiesen des Gewannes Vorderer Buchgraben am westlichen Fuße des Reiserberges (460 m) entlang. In der Flur Im Sellbach wechselt der hier nur spärlich mit Büschen bewachsene Bach nach Südsüdwesten und dreht dann kurz danach östlich des Dorfes Schallodenbach wieder nach Süden. 
Er zieht, nun wieder stark mit Büschen und Bäumen bewachsen, in einem Abstand von etwa 70 m am Ostrand des Dorfes entlang, verschwindet dann nördlich der Wickelhöfer Straße verrohrt in den Untergrund und mündet schließlich unterirdisch auf einer Höhe von 307,8 m östlich von Schallodenbach von rechts in den aus dem Osten kommenden Odenbach.
Der Sellbach mündet nach etwa 1 km langem Lauf mit mittlerem Sohlgefälle von etwa 86 ‰ rund 86 Höhenmeter unterhalb seines Ursprungs.

## Natur und Umwelt
Das Oberlauftal des Sellbaches mit seinen natürlich bewachsenen, feinsedimentreichen Steilufern sowie die dortige Feuchtwiese und die angrenzenden großen Streuobstbestände sind ein wertvolles geschütztes Biotop, in dem zahlreiche Tier- und Pflanzenarten beheimatet sind.